# Evangelion (álbum)
Evangelion es el noveno álbum de estudio de la banda polaca de blackened death metal Behemoth. Fue publicado el 7 de agosto de 2009 en Europa por Nuclear Blast y el 11 de agosto de 2009 por Metal Blade Records en los Estados Unidos.
El título del álbum se refiere a la buenas noticias en el Cristianismo; el mensaje de Jesucristo.

Evangelio es un término griego que significa ‘difundir la palabra de Dios’ o ‘difundir la buena nueva’… Bueno, ya sabes que nos encanta jugar con significados y símbolos. Hemos vuelto para mostraros nuestra propia interpretación de lo que Evangelion realmente es.
Nergal

## Lista de canciones
1 "Daimonos" - 5:16
Habla sobre el dios Dioniso, dios del vino. Expone que los sacerdotes se arrodillan ante este dios, y lo alaban por encima de cualquier otro.
2 "Shemhamforash" - 3:56
Relata la lucha del evangelio, pero no logra vencer y ponerse por delante de la religión. 
3 "Ov Fire and the Void" - 4:28
En ella el protagonista es Dios, un dios que, al contrario que en la religión, es malvado y caprichoso. Actúa sobre el mundo y la humanidad sin importarle las causas.
4 "Transmigrating Beyond Realms ov Amenti" - 3:28
Se manifiesta la muerte en el antiguo Egipto de los esclavos por los dioses. También se mencionan los falsos profetas, y da la bienvenida a Amenti, el infierno en el antiguo Egipto.
5 "He Who Breeds Pestilence" - 5:41
En esta canción se relata una historia en la que Eva queda embarazada de Caín; y Dios al enterarse, lo aborta. Pero al ser el hijo del mal, no lo logra destruir.
6 "The Seed ov I" - 4:58
Habla de la torre de Babel. Explica qué es la gracia de Dios, el segundo al mando, etc.
7 "Alas, Lord Is Upon Me" - 3:16
Aparece la caída de Roma, y la ausencia de dios.
8 "Defiling Morality ov Black God" - 2:50
Es un dios que busca trofeos de guerra, gloria, esplendor; sin importarle causar daños a la humanidad. Es un dios ciego.
9 "Lucifer" - 8:07
Está escrita en polaco. Describe a Lucifer como ser inferior a Dios. Se esconde del Sol, su enemigo, AR.

## Créditos
- Adam "Nergal" Darski - Guitarra eléctrica y acústica/Voces
- Zbigniew Robert "Inferno" Promiński - Batería
- Tomasz "Orion" Wróblewski - Bajo
- Patryk Dominik "Seth" Sztyber - Guitarra